# Calendulauda erythrochlamys
Calendulauda erythrochlamys là một loài chim trong họ Alaudidae.